# Josephine Selander
Josephine Selander, född 1969, är en yogalärare som har författat böckerna Dynamisk Yoga, Våga Yoga och Yoga från insidan. År 2007 undervisade hon i tv i yogaserien Äntligen hälsa – Yoga.
Josephine Selander har en bakgrund som dansare och skådespelare, utbildad på Balettakademien i Stockholm och på London Contemporary Dance School i London. Hon har lång erfarenhet av zenmeditation och har jobbat som gruppträningsinstruktör inom träningsvärlden sedan 1991, bland annat med att utbilda lärare för SAFE. Selander är utbildad yogalärare inom Ashtanga vinyasa-yoga och Anusarayoga i USA, och hon är E-RYT (Experienced Registered Yoga Teacher) inom Yoga Alliance. Hon undervisar i Sverige, Norge, Italien, USA, Thailand och Indien. Viryayoga är den form hon själv utarbetat tillsammans med idrotts- och dansnaprapaten Malin Flinck.

## Teater

### Roller (ej komplett)
| År   | Roll | Produktion                                    | Regi          | Teater      |
| ---- | ---- | --------------------------------------------- | ------------- | ----------- |
| 1991 |      | Zorba! Fred Ebb, John Kander och Joseph Stein | Georg Malvius | Riksteatern |